# Maria Pia Mastena
Maria Pia Mastena (Bovolone, 7 décembre 1881 - Rome, 28 juin 1951) est une religieuse italienne fondatrice des sœurs de la Sainte Face et reconnue bienheureuse par l'Église catholique.

## Béatification
- 1990 : ouverture de la cause en béatification.
- 5 juillet 2002 : le pape Jean-Paul II lui reconnaît le titre de « vénérable ».
- 13 novembre 2005 : béatification célébrée par le pape Benoît XVI.